# Noémi Reclus
Pour les articles homonymes, voir Reclus.
Noémi Reclus (ou Noémie), née le 23 mars 1828 à Bordeaux et morte le 14 juillet 1905 à Bruxelles est une institutrice qui fut une militante républicaine lors de la Commune de Paris en 1871.

## Biographie

### Famille
Noémi Reclus est la fille de Jean Reclus. Sa sœur est Pauline Kergomard et elles grandissent dans la famille protestante des Reclus.
Le 30 mai 1855, Noémi Reclus se marie avec son cousin Élie Reclus à Bordeaux. Ils ont deux fils : Paul Reclus et André Reclus (1861-1936), agriculteur en Algérie puis au Maroc. Noémi Reclus (1841-1915) est sa cousine et la sœur de son mari. En novembre 1856, le couple reside au 40 boulevard de l'Étoile, dans le quartier des Ternes.

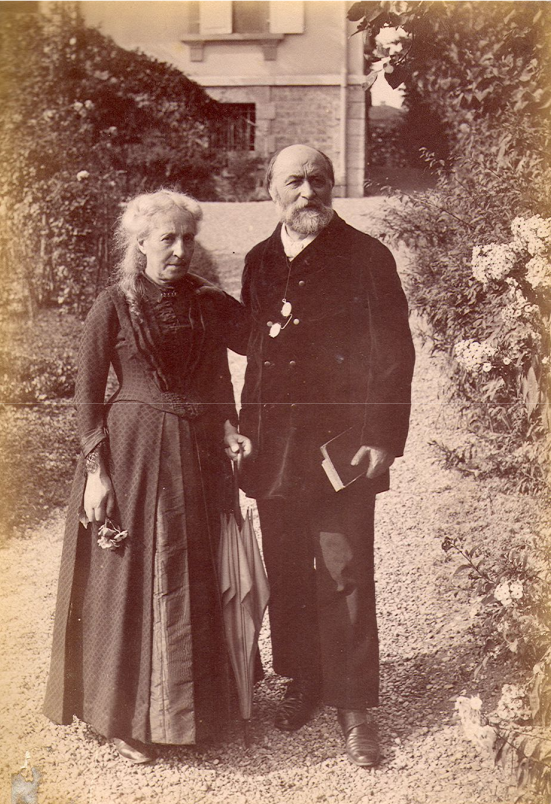
Noémie Reclus et son époux et cousin Élie Reclus.

### Engagement militant
Très liée à André Léo, c'est chez cette dernière, en 1869, qu'est créée la « Société (mixte) de revendication des droits de la femme » à laquelle Noémi Reclus participe. André Léo et Noémi Reclus projettent la création d'une école primaire laïque de jeunes filles pour laquelle Maria La Cécilia serait professeur de comptabilité mais la guerre de 1870 contrarie ce plan.
Le 21 mai 1871, pendant la Commune de Paris et la veille de la semaine sanglante, Noémi Reclus est nommée par Édouard Vaillant dans la commission « instituée pour organiser et surveiller l’enseignement dans les écoles de filles ». Elle y retrouve Anna Jaclard, André Léo notamment.
Pour éviter la répression de la semaine sanglante le couple fuit Paris. Ils gagnent ensuite l’Italie puis la Suisse et se fixent à Zurich. Leur fils Paul les y rejoint.
Elle meurt le 14 juillet 1905 à Bruxelles et est enterrée  dans la fosse commune d’Ixelles avec son mari Élie et son cousin  Elisée Reclus.